# Anton Gerard van Hamel

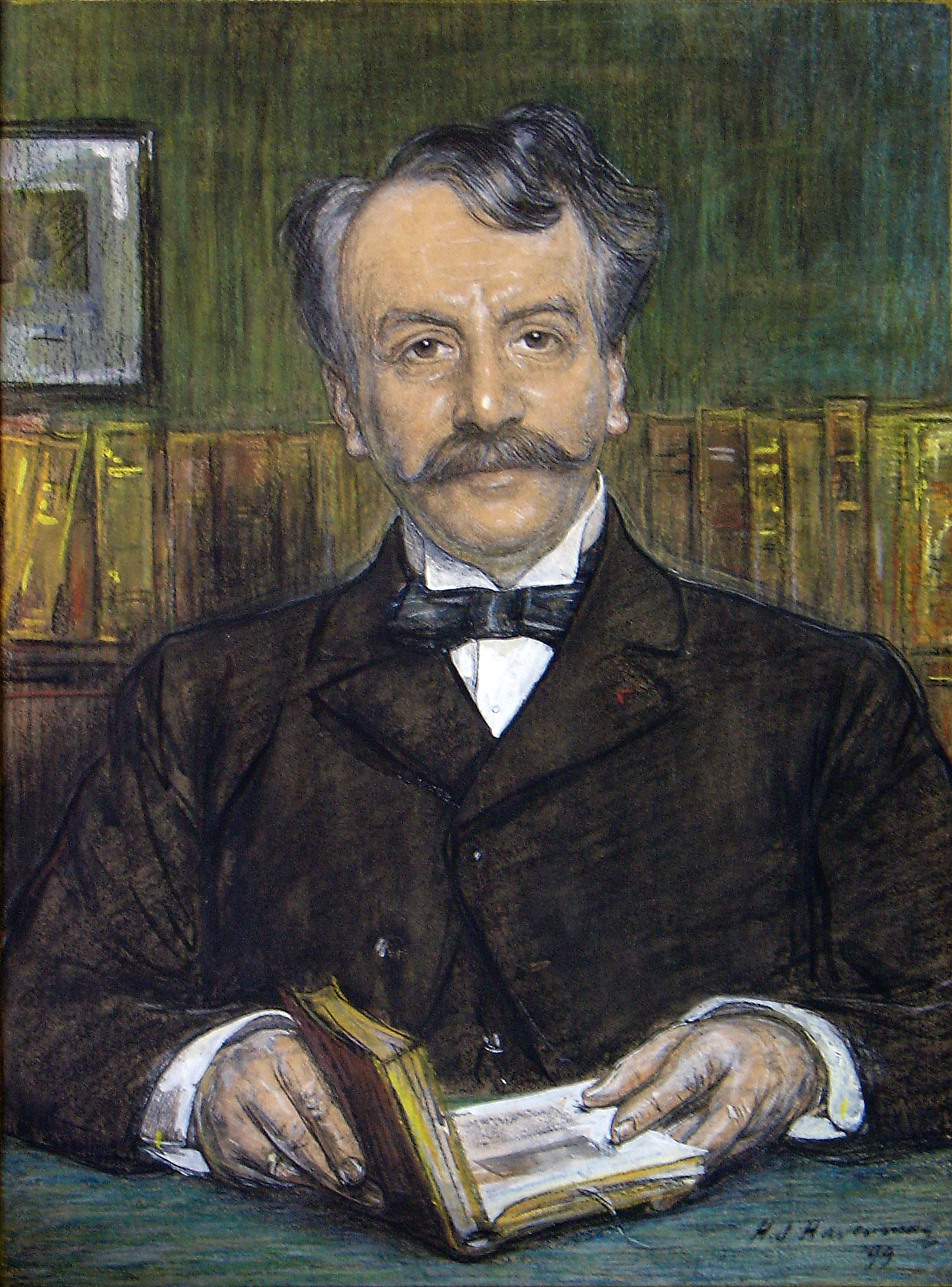
Anton Gerard van Hamel

Anton Gerard van Hamel (* 17. Januar 1842 in Haarlem; † 15. April 1907 in Amsterdam) war ein niederländischer Romanist, Französist und Mediävist.

## Leben und Werk
Van Hamel, dessen Familie wallonischer Herkunft war,  studierte Reformierte Theologie in Groningen (Abschluss 1863) und verbrachte ein Jahr in Genf, dann zwei Jahre in Utrecht, wo sein Vater Prediger war. Von 1867 bis 1879 war van Hamel Hilfsprediger und Prediger in Brüssel, Leiden, Leeuwarden und Rotterdam. 1879 wurde er in Groningen theologisch promoviert mit der Arbeit Proeve eener kritiek van de leer der goddelijke voorzienigheid (Groningen 1879).
Mit 37 Jahren zwang ihn eine Glaubenskrise auf einen anderen Lebensweg. Er legte sein Amt nieder, ging nach Paris und studierte Romanische Philologie bei Gaston Paris und Arsène Darmestetter, zeitweise auch bei Ferdinand de Saussure, 1881–1882 auch bei Adolf Tobler in Berlin.
Von 1884 bis 1907 war van Hamel an der Universität Groningen der erste Professor für Französisch in den Niederlanden (von 1896 bis 1897 auch Rektor der Universität). Zu seinen Schülern zählte Jean-Jacques Salverda de Grave. Er starb kurz nach seiner Emeritierung.
Van Hamel war ab 1887 Redakteur der Kulturzeitschrift De Gids (zahlreiche eigene Beiträge).
Van Hamel war Ehrendoktor der Universität Utrecht (1886).
Anton Gerard van Hamel war der Zwillingsbruder des Juristen Gerardus Antonius van Hamel (1842–1917), sowie der Onkel des Juristen und Politikers Joost Adriaan van Hamel (1880–1964) und des Altgermanisten und Keltologen A. G. van Hamel (auch: Anton Gerardus oder Anton Gerard van Hamel, 1886–1945).

## Weitere Werke
- (Hrsg.) Li romans de carité. Miserere. Poèmes de la fin du XIIe siècle du "Renclus de Moiliens", 2 Bde., Paris 1885, Genf 1974 (kritisch)
- Conrad Busken Huet, Haarlem 1886
- (Hrsg.) Les lamentations de Matheolus et Le livre de Leesce, de Jehan Le Fèvre, de Ressons, 2 Bde., Paris 1892–1895
- Het Zoeken van "l'âme française" in de letterkunde en de taal van Frankrijk, Groningen 1897 (Rektoratsrede)
- Zeventiende-eeuwsche opvattingen en theorieën over litteratuur in Nederland, Utrecht 197